# Beckeriella parapendicornis
Beckeriella parapendicornis är en tvåvingeart som beskrevs av Mercedes Lizarralde de Grosso 1992.
Beckeriella parapendicornis ingår i släktet Beckeriella och familjen vattenflugor. Inga underarter finns listade i Catalogue of Life.